# Legio I Iovia
Die Legio I Iovia (auch Legio I Iovia Scythica) war eine Legion der spätantiken römischen Armee, die zusammen mit der Legio II Herculia von Diokletian (284–305) gegen Ende des 3. Jahrhunderts n. Chr. aufgestellt wurde. Der Name der Legion nimmt auf Diokletians Beinamen Iovius (Adjektiv zu Iuppiter) Bezug. Das Emblem der Legion ist nicht überliefert.
Die Legion wurde in der von Moesia inferior abgespaltenen neuen römischen Provinz Scythia nahe der Donaumündung stationiert. Vermutlich begleitete eine Vexillation den Caesar Galerius (293/305–311) zwischen 296 und 298 auf den Feldzügen gegen die Sassaniden. Seit dem 4. Jahrhundert traten unabhängig operierende Vexillationen auf. So gingen die Jovianer und Herkulianer in diokletianischer Zeit aus den Legionen I Iovia und II Herculia hervor. Zumindest Teile der Legion wurden nach dem Tod Diokletians in das Kastell Dinogetia verlegt, wo Ziegelstempel ihre Anwesenheit bezeugen.
Im frühen 5. Jahrhundert stand die Legio Prima Iovia unter dem Oberbefehl des Dux Scythiae. Der Praefectus legionis und der Praefectus ripae lagen mit ihrem Truppenteil in der Garnison Noviodunum ad Istrum (Isaccea in Rumänien), dem Hauptlager der Legion. Ein weiterer Praefectus ripae war mit seinem Truppenteil in Accisso (auch Castrum Aegyssus, heute Tulcea) stationiert. Dort bewachten sie als Legio ripariensis („Uferlegion“) an der Donau die Grenze zum Barbaricum. Ein weiterer Praefectus ripae der Legio I Iovia war mit der Cohors Secunda Herculia musculorum Scythicorum und der Flotte in Inplateypegiis stationiert, weitere Detachements in Capidava (Topalu).
Die Legion ging wahrscheinlich im byzantinischen Heer auf.